# Franz Gessner

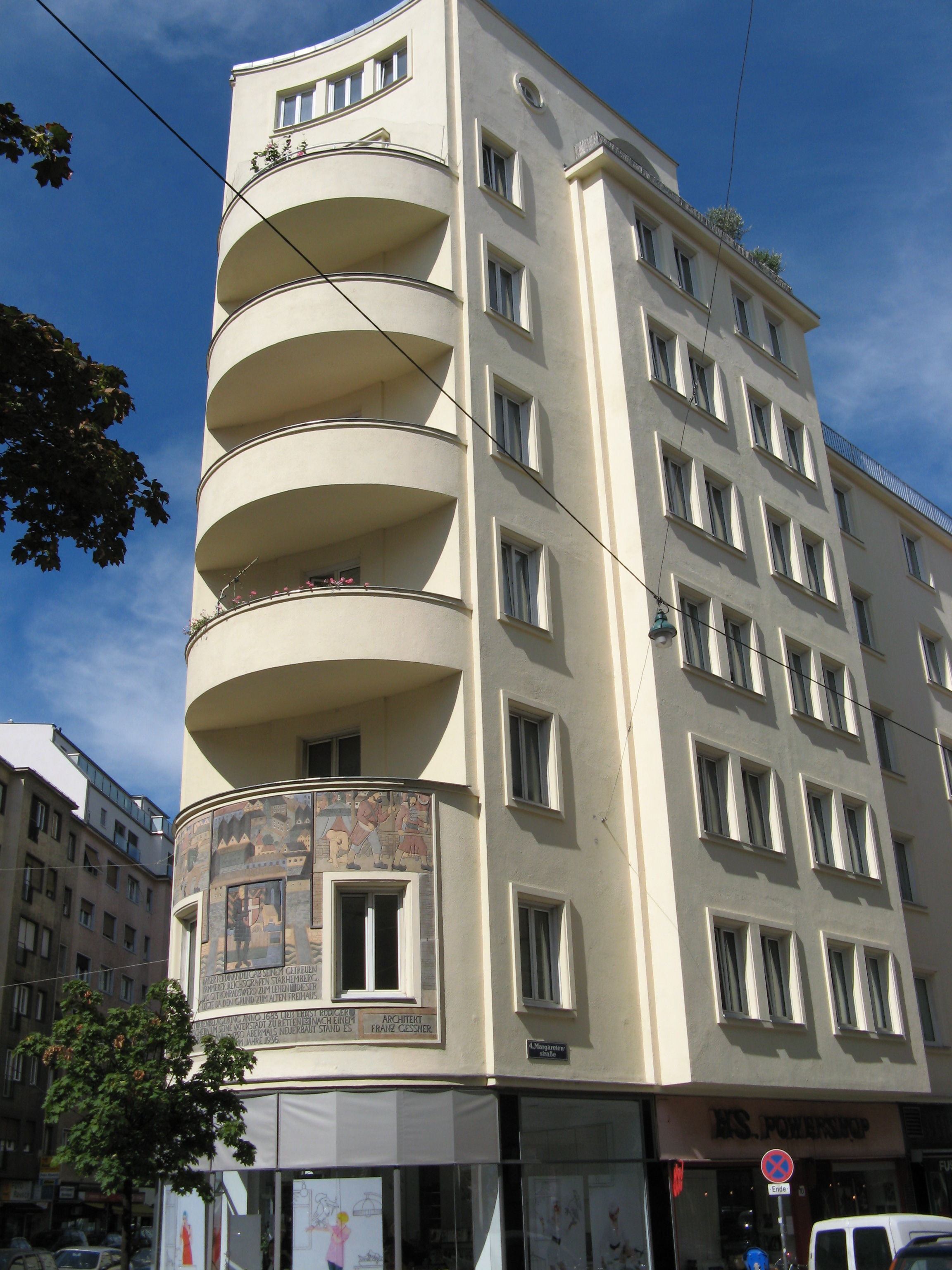
Miethaus Operngasse 23–25, Wien 4

Franz Gessner (* 15. September 1879 in Walachisch Klobouk, Mähren; † 3. Mai 1975 in Wien) war ein österreichischer Architekt.

## Leben
Franz Gessner war der jüngere Bruder des Architekten Hubert Gessner. Er besuchte die Staatsgewerbeschule in Brünn, ehe er von 1903 bis 1906 bei Otto Wagner an der Akademie der bildenden Künste Wien studierte. Studienreisen führten ihn 1905 nach Oberitalien, 1906 bis 1907 nach Italien und Spanien sowie 1913 nach Deutschland und Dänemark. 1906 hatte er mit dem Rompreis ein Staatsreisestipendium gewonnen.
Franz Gessner arbeitete zunächst gemeinsam mit seinem Bruder in dessen Atelier bis 1912. Danach war er vielfach im Industriebau tätig, wo er insbesondere die Firma Warchalowski, Eissler & Co. als Großkunden hatte. Im Wohnbau war er ebenfalls tätig, konnte aber in der Zwischenkriegszeit keine Aufträge der Stadt Wien erhalten. Erst in den 1930er Jahren baute er mehrere Wohnbauten für den Assanierungsfonds in Wien. Er wurde am Neustifter Friedhof bestattet.

## Werke
- Österreichische Industriewerke Warchalowski, Eissler & Co. – Wögingergasse 1–13, Wien 16 (1914/15)
- Geschoßfabrik, Sandleitengasse 40 – Wien 16 (1915/16)
- Österreichische Industriewerke Warchalowski, Eissler & Co. – Sandleitengasse 53–55, Wien 16
- Austria Email – Wilhelminenstraße 91/Sandleitengasse 15, Wien 16 (1920 und 1925/26)
- Montagehalle der Motorenfabrik J. Warchalowski – Paulusgasse 3, Wien 3 (1924)
- Strandbad – Gmunden, Oberösterreich (1927)
- Wohn- und Bürohaus – Petrusgasse 1, Wien 3 (1927/28)
- Chemische Kunstputzerei – Jörgerbadgasse 8, Wien 17 (1929/30)
- Betriebsanlage der Firma Franz Havlicek – Neuerlaa (1932)
- Frisiersalon Krämmer – Gymnasiumstraße 12, Wien 19 (1933)
- Miethaus Papagenohof – Operngasse 26, Wien 4 (1936)
- Miethaus – Operngasse 23–25, Wien 4 (1936)
- Miethaus – Wattgasse 62, Wien 17 (1936)
- Miethaus – Döblinger Hauptstraße/Radelmayergasse, Wien 19 (1937)
- Miethaus – Felberstraße 122, Wien 15 (1937)
- Betriebs- und Bürogebäude Frigidaire – Petrusgasse 5, Wien 3 (1950)